# Kommunalwahlen in Albanien 2019
Am 30. Juni 2019 fanden in Albanien nach vier Jahren wieder Kommunalwahlen (albanisch Zgjedhje Vendore) statt. Die Stimmberechtigten wählten die exekutiven und legislativen Vertreter ihrer Gemeinden (Bashkia), also zum einen die 61 Bürgermeister (alb. Kryetar Bashkie) und zum anderen die insgesamt 1595 Gemeinderäte (alb. Këshilli Bashkiak). Es waren die zweiten Kommunalwahlen nach der Zustimmung zur Reform der Verwaltungsgliederung Albaniens im Jahr 2014, als die Gemeindeart der Komuna abgeschafft und gleichzeitig die Gesamtzahl der Gemeinden von 373 auf 61 Bashkia reduziert wurde.
Die Wahlen fanden in einer Phase großer politischer Spannung statt, als die Opposition das nationale Parlament schon seit Monaten boykottierte und auch an den lokalen Wahlen nicht teilnahm. Die Wahlbeteiligung lag deshalb bei weniger als 23 %.

## Politische Ausgangslage
Letztmals haben Kommunalwahlen im Jahr 2015 stattgefunden. Damals traten zwei Großkoalitionen gegeneinander an, die von der Demokratischen Partei (PD) angeführte Volksallianz für Arbeit und Würde (Aleanca Popullore për Punë dhe Dinjitet) und die von der Sozialistischen Partei (PS) angeführte Allianz für das europäische Albanien (Aleanca për Shqipërinë Europiane). Letztere erzielten einen deutlichen Erfolg und gewannen in 45 der 61 Gemeinden das Bürgermeisteramt respektive 63 % der Stimmen für die lokalen Parlamente. Erion Veliaj konnte insbesondere für die Sozialisten das Bürgermeisteramt von Tirana zurückgewinnen. Bei den Parlamentswahlen im Juli 2017 gewann die Sozialistische Partei wie schon vier Jahre zuvor erneut und erreichte sogar eine alleinige Mehrheit. Die Sozialistischen Bewegung für Integration (LSI) – eine Splitterpartei der Sozialisten und oft Zünglein an der Waage bei den Wahlen in Albanien – war bei den Parlamentswahlen 2017 im Gegensatz zu den Kommunalwahlen 2015 nicht mehr Koalitionspartner der Sozialistischen Partei gewesen.
Die 2016 mit Unterstützung der Opposition angenommene Justizreform führte dazu, dass das Verfassungsgericht seit 2018 nicht mehr beschlussfähig war, weil bis auf eine Richterin alle anderen zurückgetreten waren oder ihres Amtes enthoben wurden, da eine unabhängige Kommission bei ihnen Vermögenswerte unklarer Herkunft gefunden hatte.
Am 5. November 2018 hatte Staatspräsident Ilir Meta das Datum der Wahlen auf den 30. Juni 2019 festgelegt. Die Verfassung sieht vor, dass alle vier Jahre Lokalwahlen stattzufinden haben.
Nach Protesten von Studenten im Dezember 2018 und neuen Vorwürfen an die Regierung der Korruption und von Verbindungen mit der Mafia forderte die Demokratische Partei die Regierung im Februar 2019 zum Rücktritt auf. In der Folge traten die Abgeordneten der Demokratischen Partei und der Sozialistischen Bewegung für Integration geschlossen zurück und boykottierten die Arbeit im Parlament. Über Monate rief die Opposition zu Protesten in Tirana und Straßenblockaden auf; vereinzelt kam es zu Beschädigungen durch Demonstranten und Zusammenstößen mit der Polizei. Weiter wurde im Juni bekannt, dass die Beitrittsverhandlungen Albaniens mit der Europäischen Union nicht beginnen würden.
Am 9. Juni widerrief Ilir Meta den Wahltermin und verschob diese per Dekret auf einen unbestimmten Zeitpunkt. Die aktuellen politischen Verhältnisse im Land ließen keine geordnete Durchführung der Wahlen zu. Später erklärte er den 13. Oktober 2019 zum Wahltermin. Ministerpräsident Edi Rama erklärte dieses Dekret als widerrechtlich und dass die Wahlen wie geplant durchgeführt würden. Das Verfassungsgericht konnte den Disput nicht klären, da noch immer nicht beschlussfähig. Das Parlament bestätigte den Termin und begann, das Amtsenthebungsverfahren gegen Meta einzuleiten.

## Urnengang
Die Wahl wurde am 30. Juni durchgeführt. Die Opposition boykottierte den Urnengang, so dass in 34 Gemeinden nur ein Kandidat für das Bürgermeisteramt antrat, in gewissen gar keiner. Wie in kommunistischen Zeiten stünde nur ein Kandidat zur Auswahl, schrieben Journalisten. In einigen Gemeinden verhinderten amtierende Bürgermeister, dass öffentliche Gebäude für den Urnengang genutzt werden konnten.
Die Opposition rief ihre Anhänger dazu auf, von Gewalt abzusehen. Trotzdem kam es zu Zusammenstößen mit der Polizei. An einigen Orten wurde Wahlmaterial verbrannt und Schulen beschädigt. Insgesamt kam es aber zu keine größeren Vorfällen, und die Wahlen konnten ordentlich durchgeführt werden.
Oppositionelle Bürgermeister erklärten, dass sie nicht von ihren Ämtern zurücktreten würden, da die Wahl illegal sei.
Die Wahl wurde vom Büro für demokratische Institutionen und Menschenrechte der Organisation für Sicherheit und Zusammenarbeit in Europa (OSZE) und der Europäischen Union beobachtet. Journalisten berichteten von Verstößen wie Geschenke für Wähler und frühzeitiger Publikation von Resultaten durch die Zentrale Wahlkommission. Mehrere Wahlbüros in Shkodra blieben geschlossen.
Die Wahlbeteiligung lag nach offiziellen Angaben bei 22,97 % respektive 812.249 Personen. Die Opposition erklärte, dass gemäß ihren Berechnungen nur 534.528 Personen teilgenommen hätten, die Wahlbeteiligung also bei 15,12 % läge. Die Wahlen wurden vom PD-Vorsitzenden Lulzim Basha zur Farce erklärt.
Die OSZE bemängelte die geringe Wahlbeteiligung, die gravierende Rechtsunsicherheit wegen unklaren Entscheiden der Zentralen Wahlkommission, den politischen Druck, die tendenziöse Berichterstattung wichtiger Medien und die gesetzeswidrige Registrierung der Partei Bindja Demokratike.

## Nachgang
Mehrere Bürgermeister von oppositionellen Parteien erklärten nach der Wahl nochmals, dass sie ihre Ämter nicht aufgeben würden, solange keine ordentlichen Wahlen stattgefunden hätten. Präsident Meta bekräftigte nochmals, dass am 13. Oktober legitime Kommunalwahlen durchgeführt würden. Außerdem sollte an diesem Datum das Parlament und der Präsident neu gewählt werden. Weiter beschuldigte er George Soros, Albanien destabilisieren zu wollen.
Am 8. Juli kam es zu einer erneuten großen Demonstration der Opposition in Tirana.
In der zweiten Augusthälfte räumten mit Ausnahme von Shkodra aber überall die oppositionellen Bürgermeister ihren Stuhl, die neugewählten Amtsinhaber konnten übernehmen. Zwar hatte ein lokales Gericht Valdrin Pjetri als neuen Bürgermeister bestätigt, dieser musste aber Mitte August seinen Rücktritt erklären, nachdem publik geworden war, dass er 2003 in Italien wegen eines Drogendelikts zu einer Haftstrafe verurteilt worden war, was er nicht angegeben hatte. Amtsinhaberin Voltana Ademi verblieb somit interimistische Bürgermeisterin; ein Neuwahltermin hatte Präsident Ilir Meta bis Anfang Oktober noch nicht bekanntgegeben.
Da das albanische Verfassungsgericht im Sommer 2019 nicht funktionsfähig war, hat ein Gutachten der Venedig-Kommission hohes Gewicht erlangt. Die Staatsrechtsexperten des Europarats stellten Mitte Oktober fest, dass ein Amtsenthebungsverfahren nicht gerechtfertigt wäre, auch wenn der Präsident vielleicht durch die Verschiebung der Wahlen seine Kompetenzen überschritten habe. Eine abschließende Beurteilung müsse aber durch das Verfassungsgericht erfolgen. Am 4. November 2021 anerkannte das Verfassungsgericht die Wahl als zulässig.
In der Folge kündigte der Staatspräsident Nachwahlen am 6. März 2022 an, da zu der Zeit in den sechs Bashkie Vora, Dibra, Shkodra, Lushnja, Rrogozhina und Durrës kein gewählter Bürgermeister amtierte. Die im Juni 2019 gewählten Kandidaten in diesen Gemeinden konnten ihr Amt nicht antreten, weil strafrechtliche Verfehlungen in der Vergangenheit bekannt wurden, oder die Personen zwischenzeitlich verstorben waren.

## Antretende Parteien
Wegen des Boykotts war die Zahl der teilnehmenden Parteien für diese Wahl deutlich kleiner als in der Vergangenheit. Für die diesjährigen Wahlen wurden 36 Parteien registriert. Die Sozialisten bildeten mit mehreren Parteien eine Koalition; daneben sechs weitere Parteien zur Koalition Shprese për ndryshim (Hoffnung auf Veränderung).
Eine Regelung sieht vor, dass auf der Liste einer Partei für einen Gemeinderat 50 % der Kandidaten Frauen sein müssen.
| Allianz für das europäische Albanien (ASHE) 1. Partia Socialiste e Shqipërisë 2. Aleanca për Barazi dhe Drejtësi Evropiane 3. Aleanca Arbnore Kombëtare 4. Partia Demokracia Sociale e Shqipërisë 5. Partia Kristiane Demokrate e Shqipërisë 6. Lëvizja Punëtore Shqiptare 7. Partia e Pajtimit Kombëtar Shqiptar 8. Partia e Gjelbër 9. G 99 10. Partia e Reformave Demokratike Shqiptare 11. Aleanca Demokristiane e Shqipërisë 12. Partia Socialpunëtore Shqiptare 13. Aleanca për Demokraci dhe Solidaritet 14. Partia për Mbrojtjen e të Drejtave të Emigrantëve 15. Partia Demokratike për Integrim dhe Prosperitet 16. Aleanca Demokratike 17. Partia Socialiste e Moderuar 18. Partia Ardhmëria Shqiptare 19. Partia Unitetit Kombëtar 20. Partia Socialdemokrate e Shqipërisë 21. Partia e të Drejtave të Mohuara | Shprese për ndryshim 1. Partia Demokracia e Re Europiane 2. Balli Kombëtar 3. Partia Bashkimi Liberal Demokrat 4. Aleanca Kuq e Zi 5. Partia e Orës e Shqipërisë 6. Partia e Emigracionit Shqiptar | Koalitionslos 1. Fryma e Re Demokratike 2. Partia Komuniste e Shqipërisë 3. Partia Personat me Aftësi të kufizuar 4. Aleanca Maqedonase për Integrim Evropian 5. Partia për Mbrojtjen e të Drejtave të Punëtorëve të Shqipërisë 6. Partia Kombëtare Konservatore Albania 7. Partia për Liri Demokraci dhe Etikë 8. Minoriteti Etnik Grek për të Ardhmen 9. Bindja Demokratike |

## Ergebnisse der Bürgermeisterwahlen
Fünf Tage nach der Wahl, am 4. Juli 2019, lagen nur vorläufige Resultate vor.
| Qark             | Bashkia         | Wahlbeteiligung | Bürgermeister    | Gewinner-Partei                                 |       | Koalition     | Gewinner-Partei Nachwahlen 2022 |
| ---------------- | --------------- | --------------- | ---------------- | ----------------------------------------------- | ----- | ------------- | ------------------------------- |
| Qark Berat       | Berat           | 22,31 %         | Ervin Demo       | Sozialistische Partei                           | 90 %  | ASHE          | —                               |
| Qark Berat       | Kuçova          | 22,10 %         | Kreshnik Hajdari | Sozialistische Partei                           | 100 % | ASHE          | —                               |
| Qark Berat       | Poliçan         | 35,94 %         | Adriatik Zotkaj  | Sozialistische Partei                           | 100 % | ASHE          | —                               |
| Qark Berat       | Skrapar         | 32,87 %         | Adriatik Mema    | Sozialistische Partei                           | 100 % | ASHE          | —                               |
| Qark Berat       | Ura Vajgurore   | 25,94 %         | Juliana Memaj    | Sozialistische Partei                           | 100 % | ASHE          | —                               |
| Qark Dibra       | Bulqiza         | 29,77 %         | Lefter Alla      | Sozialistische Partei                           | 93 %  | ASHE          | —                               |
| Qark Dibra       | Dibra           | 29,11 %         | Dionis Imeraj    | Sozialistische Partei                           | 84 %  | ASHE          | Sozialistische Partei           |
| Qark Dibra       | Klos            | 35,47 %         | Ilmi Hoxha       | Sozialistische Partei                           | 68 %  | ASHE          | —                               |
| Qark Dibra       | Mat             | 27,70 %         | Agron Malaj      | Sozialistische Partei                           | 100 % | ASHE          | —                               |
| Qark Durrës      | Durrës          | 16,20 %         | Valbona Sako     | Sozialistische Partei                           | 91 %  | ASHE          | Sozialistische Partei           |
| Qark Durrës      | Kruja           | 29,89 %         | Artur Bushi      | Sozialistische Partei                           | 100 % | ASHE          | —                               |
| Qark Durrës      | Shijak          | 17,33 %         | Elton Arbana     | Sozialistische Partei                           | 92 %  | ASHE          | —                               |
| Qark Elbasan     | Belsh           | 27,32 %         | Arif Tafani      | Sozialistische Partei                           | 97 %  | ASHE          | —                               |
| Qark Elbasan     | Cërrik          | 19,47 %         | Andis Salla      | Sozialistische Partei                           | 94 %  | ASHE          | —                               |
| Qark Elbasan     | Elbasan         | 24,37 %         | Gledian Llatja   | Sozialistische Partei                           | 100 % | ASHE          | —                               |
| Qark Elbasan     | Gramsh          | 36,43 %         | Klodian Taçe     | Sozialistische Partei                           | 93 %  | ASHE          | —                               |
| Qark Elbasan     | Librazhd        | 37,60 %         | Kastriot Gurra   | Sozialistische Partei                           | 100 % | ASHE          | —                               |
| Qark Elbasan     | Peqin           | 18,45 %         | Lorenc Tosku     | Sozialistische Partei                           | 100 % | ASHE          | —                               |
| Qark Elbasan     | Përrenjas       | 32,44 %         | Nuri Belba       | Sozialistische Partei                           | 93 %  | ASHE          | —                               |
| Qark Fier        | Divjaka         | 33,39 %         | Fredi Kokoneshi  | Sozialistische Partei                           | 100 % | ASHE          | —                               |
| Qark Fier        | Fier            | 24,61 %         | Armando Subashi  | Sozialistische Partei                           | 100 % | ASHE          | —                               |
| Qark Fier        | Lushnja         | 28,34 %         | Fatos Tushe      | Sozialistische Partei                           | 100 % | ASHE          | Sozialistische Partei           |
| Qark Fier        | Mallakastra     | 20,32 %         | Qerim Ismailaj   | Sozialistische Partei                           | 92 %  | ASHE          | —                               |
| Qark Fier        | Patos           | 25,38 %         | Rajmonda Balilaj | Sozialistische Partei                           | 100 % | ASHE          | —                               |
| Qark Fier        | Roskovec        | 31,72 %         | Majlinda Bufi    | Sozialistische Partei                           | 100 % | ASHE          | —                               |
| Qark Gjirokastra | Dropull         | 12,83 %         | Dhimitraq Toli   | Sozialistische Partei                           | 100 % | ASHE          | —                               |
| Qark Gjirokastra | Gjirokastra     | 26,44 %         | Flamur Golemi    | Sozialistische Partei                           | 100 % | ASHE          | —                               |
| Qark Gjirokastra | Këlcyra         | 30,52 %         | Klement Ndoni    | Sozialistische Partei                           | 85 %  | ASHE          | —                               |
| Qark Gjirokastra | Libohova        | 23,36 %         | Luiza Mandi      | Sozialistische Partei                           | 100 % | ASHE          | —                               |
| Qark Gjirokastra | Memaliaj        | 26,96 %         | Gjolek Guci      | Sozialistische Partei                           | 100 % | ASHE          | —                               |
| Qark Gjirokastra | Përmet          | 28,99 %         | Alma Hoxha       | Sozialistische Partei                           | 100 % | ASHE          | —                               |
| Qark Gjirokastra | Tepelena        | 36,61 %         | Tërmet Peçi      | Sozialistische Partei                           | 97 %  | ASHE          | —                               |
| Qark Korça       | Devoll          | 23,51 %         | Eduard Duro      | Sozialistische Partei                           | 84 %  | ASHE          | —                               |
| Qark Korça       | Kolonja         | 32,12 %         | Erion Isaj       | Sozialistische Partei                           | 93 %  | ASHE          | —                               |
| Qark Korça       | Korça           | 22,50 %         | Sotiraq Filo     | Sozialistische Partei                           | 92 %  | ASHE          | —                               |
| Qark Korça       | Maliq           | 29,74 %         | Gëzim Topçiu     | Sozialistische Partei                           | 100 % | ASHE          | —                               |
| Qark Korça       | Pogradec        | 25,18 %         | Ilir Xhakolli    | Sozialistische Partei                           | 100 % | ASHE          | —                               |
| Qark Korça       | Pustec          | 55,46 %         | Pali Kolefski    | Sozialistische Partei                           | 64 %  | ASHE          | —                               |
| Qark Kukës       | Has             | 27,53 %         | Liman Morina     | Sozialistische Partei                           | 100 % | ASHE          | —                               |
| Qark Kukës       | Kukës           | 28,80 %         | Safet Gjici      | Sozialistische Partei                           | 84 %  | ASHE          | —                               |
| Qark Kukës       | Tropoja         | 18,38 %         | Rexhe Byberi     | Sozialistische Partei                           | 95 %  | ASHE          | —                               |
| Qark Lezha       | Kurbin          | 14,38 %         | Majlinda Cara    | Sozialistische Partei                           | 87 %  | ASHE          | —                               |
| Qark Lezha       | Lezha           | 17,83 %         | Pjerin Ndreu     | Sozialistische Partei                           | 91 %  | ASHE          | —                               |
| Qark Lezha       | Mirdita         | 22,25 %         | Ndrec Dedaj      | Sozialistische Partei                           | 94 %  | ASHE          | —                               |
| Qark Shkodra     | Fushë-Arrëz     | 28,78 %         | Fran Tuci        | Sozialistische Partei                           | 100 % | ASHE          | —                               |
| Qark Shkodra     | Malësia e Madhe | 19,18 %         | Tonin Marinaj    | Sozialistische Partei                           | 94 %  | ASHE          | —                               |
| Qark Shkodra     | Puka            | 32,66 %         | Gjon Gjonaj      | Sozialistische Partei                           | 100 % | ASHE          | —                               |
| Qark Shkodra     | Shkodra         | 10,33 %         | Valdrin Pjetri   | Sozialistische Partei                           | 100 % | ASHE          | Haus der Freiheit               |
| Qark Shkodra     | Vau-Deja        | 16,18 %         | Mark Babani      | Sozialistische Partei                           | 100 % | ASHE          | —                               |
| Qark Tirana      | Kamza           | 11,12 %         | Rakip Suli       | Sozialistische Partei                           | 97 %  | ASHE          | —                               |
| Qark Tirana      | Kavaja          | 12,30 %         | Redjan Krali     | Sozialistische Partei                           | 98 %  | ASHE          | —                               |
| Qark Tirana      | Rrogozhina      | 17,82 %         | Haxhi Memolla    | Sozialistische Partei                           | 100 % | ASHE          | Sozialistische Partei           |
| Qark Tirana      | Tirana          | 26,36 %         | Erion Veliaj     | Sozialistische Partei                           | 94 %  | ASHE          | —                               |
| Qark Tirana      | Vora            | 21,66 %         | Agim Kajmaku     | Sozialistische Partei                           | 100 % | ASHE          | Sozialistische Partei           |
| Qark Vlora       | Delvina         | 18,04 %         | Majlinda Qilimi  | Sozialistische Partei                           | 100 % | ASHE          | —                               |
| Qark Vlora       | Finiq           | 18,50 %         | Kristo Kiço      | Ethnisch-Griechische Minderheit für die Zukunft | 61 %  | Koalitionslos | —                               |
| Qark Vlora       | Himara          | 18,74 %         | Jorgo Goro       | Sozialistische Partei                           | 100 % | ASHE          | —                               |
| Qark Vlora       | Konispol        | 31,01 %         | Shuaip Beqiri    | Sozialistische Partei                           | 100 % | ASHE          | —                               |
| Qark Vlora       | Saranda         | 21,31 %         | Adrian Gurma     | Sozialistische Partei                           | 81 %  | ASHE          | —                               |
| Qark Vlora       | Selenica        | 24,03 %         | Pëllumb Binaj    | Sozialistische Partei                           | 92 %  | ASHE          | —                               |
| Qark Vlora       | Vlora           | 20,67 %         | Dritan Leli      | Sozialistische Partei                           | 94 %  | ASHE          | —                               |

## Ergebnisse der Ratssitzwahlen
Fünf Tage nach der Wahl, am 4. Juli 2019, lagen nur vorläufige Resultate vor. Die endgültigen Resultate wurden erst Ende Juli publiziert.
| Qark             | Bashkia         | Ratssitze | Stimmenanteil PS (Sozialistische Partei) | Sitze ASHE (Sozialistische Partei) | Sitze andere Parteien und unabhängige Kandidaten | Partei mit höchstem Stimmenanteil               |
| ---------------- | --------------- | --------- | ---------------------------------------- | ---------------------------------- | ------------------------------------------------ | ----------------------------------------------- |
| Qark Berat       | Berat           | 31        | 90,79 %                                  | 30 (29)                            | 1                                                | Sozialistische Partei                           |
| Qark Berat       | Kuçova          | 31        | 82,28 %                                  | 31 (26)                            | 0                                                | Sozialistische Partei                           |
| Qark Berat       | Poliçan         | 15        | 87,07 %                                  | 15 (13)                            | 0                                                | Sozialistische Partei                           |
| Qark Berat       | Skrapar         | 15        | 85,32 %                                  | 14 (13)                            | 1                                                | Sozialistische Partei                           |
| Qark Berat       | Ura Vajgurore   | 21        | 74,34 %                                  | 21 (15)                            | 0                                                | Sozialistische Partei                           |
| Qark Dibra       | Bulqiza         | 21        | 33,55 %                                  | 20 (7)                             | 1                                                | Sozialistische Partei                           |
| Qark Dibra       | Dibra           | 31        | 45,72 %                                  | 29 (14)                            | 2                                                | Sozialistische Partei                           |
| Qark Dibra       | Klos            | 21        | 28,26 %                                  | 21 (6)                             | 0                                                | Sozialistische Partei                           |
| Qark Dibra       | Mat             | 21        | 51,69 %                                  | 21 (11)                            | 0                                                | Sozialistische Partei                           |
| Qark Durrës      | Durrës          | 51        | 87,13 %                                  | 50 (46)                            | 1                                                | Sozialistische Partei                           |
| Qark Durrës      | Kruja           | 31        | 69,37 %                                  | 31 (23)                            | 0                                                | Sozialistische Partei                           |
| Qark Durrës      | Shijak          | 21        | 73,76 %                                  | 20 (+6)                            | 1                                                | Sozialistische Partei                           |
| Qark Elbasan     | Belsh           | 21        | 80,14 %                                  | 20 (18)                            | 1                                                | Sozialistische Partei                           |
| Qark Elbasan     | Cërrik          | 21        | 88,13 %                                  | 21 (19)                            | 0                                                | Sozialistische Partei                           |
| Qark Elbasan     | Elbasan         | 51        | 80,43 %                                  | 49 (43)                            | 2                                                | Sozialistische Partei                           |
| Qark Elbasan     | Gramsh          | 21        | 47,74 %                                  | 21 (10)                            | 0                                                | Sozialistische Partei                           |
| Qark Elbasan     | Librazhd        | 21        | 54,21 %                                  | 18 (12)                            | 3                                                | Sozialistische Partei                           |
| Qark Elbasan     | Peqin           | 21        | 84,85 %                                  | 21 (18)                            | 0                                                | Sozialistische Partei                           |
| Qark Elbasan     | Përrenjas       | 21        | 64,45 %                                  | 21 (13)                            | 0                                                | Sozialistische Partei                           |
| Qark Fier        | Divjaka         | 31        | 81,95 %                                  | 31 (26)                            | 0                                                | Sozialistische Partei                           |
| Qark Fier        | Fier            | 51        | 91,19 %                                  | 51 (48)                            | 0                                                | Sozialistische Partei                           |
| Qark Fier        | Lushnja         | 41        | 83,08 %                                  | 40 (33)                            | 1                                                | Sozialistische Partei                           |
| Qark Fier        | Mallakastra     | 21        | 64,74 %                                  | 21 (15)                            | 0                                                | Sozialistische Partei                           |
| Qark Fier        | Patos           | 21        | 89,82 %                                  | 21 (19)                            | 0                                                | Sozialistische Partei                           |
| Qark Fier        | Roskovec        | 21        | 92,06 %                                  | 21 (19)                            | 0                                                | Sozialistische Partei                           |
| Qark Gjirokastra | Dropull         | 21        | 76,99 %                                  | 18 (16)                            | 3                                                | Sozialistische Partei                           |
| Qark Gjirokastra | Gjirokastra     | 31        | 63,09 %                                  | 30 (19)                            | 1                                                | Sozialistische Partei                           |
| Qark Gjirokastra | Këlcyra         | 15        | 22,78 %                                  | 13 (4)                             | 2                                                | Sozialistische Partei                           |
| Qark Gjirokastra | Libohova        | 15        | 73,63 %                                  | 14 (12)                            | 1                                                | Sozialistische Partei                           |
| Qark Gjirokastra | Memaliaj        | 21        | 77,76 %                                  | 21 (17)                            | 0                                                | Sozialistische Partei                           |
| Qark Gjirokastra | Përmet          | 15        | 44,17 %                                  | 15 (7)                             | 0                                                | Sozialistische Partei                           |
| Qark Gjirokastra | Tepelena        | 15        | 80,21 %                                  | 15 (12)                            | 0                                                | Sozialistische Partei                           |
| Qark Korça       | Devoll          | 21        | 68,54 %                                  | 21 (15)                            | 0                                                | Sozialistische Partei                           |
| Qark Korça       | Kolonja         | 15        | 60,74 %                                  | 15 (10)                            | 0                                                | Sozialistische Partei                           |
| Qark Korça       | Korça           | 41        | 76,94 %                                  | 39 (33)                            | 2                                                | Sozialistische Partei                           |
| Qark Korça       | Maliq           | 31        | 82,34 %                                  | 31 (26)                            | 0                                                | Sozialistische Partei                           |
| Qark Korça       | Pogradec        | 31        | 62,06 %                                  | 30 (20)                            | 1                                                | Sozialistische Partei                           |
| Qark Korça       | Pustec          | 15        | 43,04 %                                  | 11 (6)                             | 4                                                | Sozialistische Partei                           |
| Qark Kukës       | Has             | 21        | 22,4 %                                   | 20 (5)                             | 1                                                | Sozialistische Partei                           |
| Qark Kukës       | Kukës           | 31        | 24,17 %                                  | 27 (8)                             | 4                                                | Sozialistische Partei                           |
| Qark Kukës       | Tropoja         | 21        | 31,31 %                                  | 21 (7)                             | 0                                                | Sozialistische Partei                           |
| Qark Lezha       | Kurbin          | 31        | 54,28 %                                  | 28 (11)                            | 3                                                | Sozialistische Partei                           |
| Qark Lezha       | Lezha           | 41        | 35,27 %                                  | 30 (15)                            | 1                                                | Sozialistische Partei                           |
| Qark Lezha       | Mirdita         | 21        | 24,77 %                                  | 21 (5)                             | 0                                                | Sozialistische Partei                           |
| Qark Shkodra     | Fushë-Arrëz     | 15        | 32,27 %                                  | 13 (5)                             | 2                                                | Sozialistische Partei                           |
| Qark Shkodra     | Malësia e Madhe | 31        | 34,56 %                                  | 26 (11)                            | 5                                                | Sozialistische Partei                           |
| Qark Shkodra     | Puka            | 15        | 27,66 %                                  | 15 (4)                             | 0                                                | Partia Kristiane Demokrate                      |
| Qark Shkodra     | Shkodra         | 51        | 75,83 %                                  | 51 (40)                            | 0                                                | Sozialistische Partei                           |
| Qark Shkodra     | Vau-Deja        | 31        | 43,99 %                                  | 31 (14)                            | 0                                                | Sozialistische Partei                           |
| Qark Tirana      | Kamza           | 41        | 87,61 %                                  | 40 (36)                            | 1                                                | Sozialistische Partei                           |
| Qark Tirana      | Kavaja          | 31        | 94,36 %                                  | 31 (29)                            | 0                                                | Sozialistische Partei                           |
| Qark Tirana      | Rrogozhina      | 21        | 93,94 %                                  | 21 (20)                            | 0                                                | Sozialistische Partei                           |
| Qark Tirana      | Tirana          | 61        | 85,82 %                                  | 59 (56)                            | 2                                                | Sozialistische Partei                           |
| Qark Tirana      | Vora            | 21        | 82,43 %                                  | 20 (18)                            | 1                                                | Sozialistische Partei                           |
| Qark Vlora       | Delvina         | 15        | 100,0 %                                  | 15 (15)                            | 0                                                | Sozialistische Partei                           |
| Qark Vlora       | Finiq           | 21        | 34,49 %                                  | 12 (8)                             | 9                                                | Ethnisch-Griechische Minderheit für die Zukunft |
| Qark Vlora       | Himara          | 21        | 63,82 %                                  | 20 (14)                            | 1                                                | Sozialistische Partei                           |
| Qark Vlora       | Konispol        | 15        | 100,0 %                                  | 15 (15)                            | 0                                                | Sozialistische Partei                           |
| Qark Vlora       | Saranda         | 31        | 68,09 %                                  | 27 (23)                            | 4                                                | Sozialistische Partei                           |
| Qark Vlora       | Selenica        | 21        | 66,41 %                                  | 21 (15)                            | 0                                                | Sozialistische Partei                           |
| Qark Vlora       | Vlora           | 51        | 86,65 %                                  | 49 (47)                            | 2                                                | Sozialistische Partei                           |

## Nachwahlen am 6. März 2022
In den sechs Bashkie Vora, Dibra, Shkodra, Lushnja, Rrogozhina und Durrës, in denen im Januar 2022 interimistische Bürgermeister tätig waren, fand am 6. März 2022 für die verbleibende Amtsdauer bis zu den nächsten Wahlen im Sommer 2023 eine Nachwahl statt (vgl. Details oben unter #Nachgang).
Für die Demokratische Partei kam die Wahl zu keinem geeigneten Zeitpunkt, da sie in interne Machtkämpfe verwickelt war. Ex-Parteivorsitzender Sali Berisha war von der Parteiführung aus der von ihm gegründeten Partei ausgeschlossen worden, hatte aber zuvor eigenhändig einen Parteikongress durchgeführt, in dem die Teilnehmer die Parteiführung abgesetzt hatten. So traten bei den Nachwahlen in den sechs Gemeinden neben eines Kandidaten der Sozialistischen Partei je eine Kandidat der Demokratischen Partei und ein Berisha-Getreuer an, Letztere unter der Koaltionsbezeichnung Shtëpia e Lirisë (Haus der Freiheit).  In allen Gemeinden erzielten die Kandidaten der Shtëpia e Lirisë etwa gleich viele oder deutlich mehr Stimmen als die offiziellen PD-Vertreter; in Shkodra gewann Berishas Kandidat, womit die demokratische Hochburg weiterhin nicht von den Sozialisten regiert werden kann.
In den drei Wahllokalen von Bruçaj, Ndrejaj und Palaj der Bashkia Shkodra, abgelegene kleine Dörfer in den Bergen, konnte wegen schlechten Wetters (starker Schneefall, der Stromausfälle zur Folge hatte), keine Wahl durchgeführt werden.
| Bashkia    | Wahlbeteiligung | Gewinner       | Partei                | PS      | PD      | SHeL    | andere  |
| ---------- | --------------- | -------------- | --------------------- | ------- | ------- | ------- | ------- |
| Dibra      | 42 %            | Rahim Spahiu   | Sozialistische Partei | 60,82 % | 19,28 % | 19,46 % | 00,43 % |
| Durrës     | 25 %            | Emiriano Sako  | Sozialistische Partei | 58,47 % | 11,85 % | 29,68 % |         |
| Lushnja    | 36 %            | Eriselda Sefa  | Sozialistische Partei | 58,80 % | 10,43 % | 30,77 % |         |
| Rrogozhina | 29 %            | Edison Memolla | Sozialistische Partei | 60,73 % | 21,96 % | 17,31 % |         |
| Shkodra    | 27 %            | Bardh Spahia   | Haus der Freiheit     | 39,51 % | 16,82 % | 43,67 % |         |
| Vora       | 39 %            | Blerim Shera   | Sozialistische Partei | 69,39 % | 06,29 % | 24,33 % |         |